# Degeliella rosulata
Degeliella rosulata är en lavart som först beskrevs av P. M. Jørg. & D. J. Galloway, och fick sitt nu gällande namn av P. M. Jørg. Degeliella rosulata ingår i släktet Degeliella och familjen Pannariaceae.   Inga underarter finns listade i Catalogue of Life.